# Placówka Straży Granicznej w Dołhobrodach
Placówka Straży Granicznej w Dołhobrodach imienia ppor. Jana Bołbotta – graniczna jednostka organizacyjna Straży Granicznej realizująca zadania w ochronie granicy państwowej z Republiką Białorusi.

## Formowanie i zmiany organizacyjne
Placówka Straży Granicznej w Dołhobrodach (PSG w Dołhobrodach) z siedzibą w Dołhobrodach, została powołana 24 sierpnia 2005 roku Ustawą z 22 kwietnia 2005 roku O zmianie ustawy o Straży Granicznej..., w strukturach Nadbużańskiego Oddziału Straży Granicznej w Chełmie z przemianowania dotychczas funkcjonującej Strażnicy Straży Granicznej w Dołhobrodach im. ppor. Jana Bołbotta. (Strażnica SG w Dołhobrodach). Znacznie rozszerzono także uprawnienia komendantów, m.in. w zakresie działań podejmowanych wobec cudzoziemców przebywających na terytorium RP.
Z końcem 2005 roku odeszli ze służby ostatni funkcjonariusze służby kandydackiej. Było to możliwe dzięki intensywnie realizowanemu programowi uzawodowienia, w ramach którego w latach 2001–2006 przyjęto do NOSG 1280 funkcjonariuszy służby przygotowawczej.
31 grudnia 2010  w placówce służbę pełniło 35 funkcjonariuszy.

## Ochrona granicy
PSG w Dołhobrodach ochrania wyłącznie odcinek granicy rzecznej z Republiką Białorusi przebiegającą środkiem koryta rzeki granicznej Bug.
W związku z sytuacją na granicy polsko-białoruskiej związaną z masową nielegalną migracją do Polski, od listopada 2021 roku Straż Graniczna rozpoczęła budowę zasieków z drutu kolczastego na całym odcinku rzecznym graniczącym z Białorusią w tym na odcinku PSG w Dołhobrodah. Zasieki concertina postawione zostały tuż przy linii brzegowej.

### Terytorialny zasięg działania
Stan z 1 września 2021
- Od znaku granicznego nr 025, do znaku granicznego nr 054.
- Linia rozgraniczenia z:

1. Placówką Straży Granicznej w Sławatyczach: włącznie znak graniczny nr 054, wyłącznie Kuzawka, wyłącznie Janówka, Wygnanka, Sosnówka, Pieńki, dalej granicą gmin Wisznice i Sosnówka, Wisznice i Podedwórze.
2. Placówką Straży Granicznej we Włodawie: wyłącznie znak graniczny nr 025, Kolonia Różanka, wyłącznie Korolówka, wyłącznie PGR Korolówka, wyłącznie Żuków, Konstantyn, dalej granicą gmin Włodawa i Wyryki, Hanna i Wyryki, Sosnówka i Wyryki, Podedwórze i Wyryki.
3. Placówką Straży Granicznej w Białej Podlaskiej: granicą gmin Podedwórze i Dębowa Kłoda, Podedwórze i Jabłoń.

- Poza strefą nadgraniczną obejmuje z powiatu parczewskiego gmina: Podedwórze.

Stan z 30 grudnia 2014
Obszar służbowej działalności Placówki SG w Dołhobrodach położony był w dwóch powiatach: bialskopodlaskim z częścią gminy Sosnówka, a także włodawskim z częścią gminy Hanna i częścią gminy Włodawa.
Stan z 1 sierpnia 2011
Całkowita długość ochranianej rzecznej granicy z Republiką Białorusi wynosiła 22,29 km.
- Od znaku granicznego nr 1147 do znaku granicznego nr 1176.
- Linia rozgraniczenia z:

1. Placówką Straży Granicznej w Sławatyczach: włącznie znak graniczny nr 1176, Kuzawka,  Janówka, wyłącznie Wygnanka, Sosnówka, Pieńki.
2. Placówką Straży Granicznej we Włodawie: wyłącznie znak graniczny nr 1147, Kolonia Różanka, wyłącznie Korolówka, wyłącznie PGR Korolówka, dalej granicą gmin Hanna i Sosnówka oraz Włodawa i Wyryki.

- Poza strefą nadgraniczną obejmowała z powiatu parczewskiego gminy: Podedwórze, Dębowa Kłoda, Parczew, Siemień.

## Placówki sąsiednie
- Placówka SG w Sławatyczach ⇔ Placówka SG we Włodawie – 01.08.2011[8]
- Placówka SG w Sławatyczach ⇔ Placówka SG we Włodawie, Placówka SG w Białej Podlaskiej – 01.09.2021[7].

## Komendanci placówki
- mjr SG/płk SG Sławomir Gruszecki[9] (był 13.05.2006)[10]
- ppłk SG Janusz Wólczyński (był 19.05.2011[11]–był w 2012)[9]
- mjr SG/ppłk SG Piotr Stupka (był w 2015)[12]
- mjr SG Grzegorz Niewiadomski p.o.
- kpt. SG Andrzej Kupracz (od 17.09.2016)[13]
- ppłk SG Zbigniew Kosz (był 16.12.2016)[14].

## Patron placówki
PSG w Dołhobrodach kontynuuje tradycje Strażnicy SG w Dołhobrodach, która 25 września 2004 roku otrzymała imię żołnierza Korpusu Ochrony Pogranicza – ppor. Jana Bołbotta. Podczas uroczystości nadania imienia, odsłonięto tablicę pamiątkową i dokonano otwarcia sali tradycji poświęconej patronowi strażnicy.

## Upamiętnienie
W ramach konkursu zorganizowanego przez Ministerstwo Obrony Narodowej, w 2021 roku na jednej ze ścian jednostki Ochotniczej Straży Pożarnej w Dołhobrodach powstał mural przedstawiający Placówkę Straży Granicznej im. podporucznika Jana Bołbotta. Mural pod tytułem „Tu nad Bugiem jest strażnica… – historia i nowoczesność” wykonał Maciej Wierzbicki z firmy Bush Art z Warszawy.